# 阿尔韦托·埃尔南德斯
阿尔韦托·埃尔南德斯（西班牙語：Alberto Hernández，1969年2月9日—），古巴男子棒球运动员。他曾代表古巴参加1992年和1996年夏季奥林匹克运动会棒球比赛，获得二枚金牌。他也曾参加1991年泛美运动会。